# Cry Me a River (Justin Timberlake)
Cry Me a River è un singolo del cantautore statunitense Justin Timberlake, pubblicato il 25 novembre 2002 come secondo estratto dal primo album in studio Justified.
Il brano è stato inserito nella lista delle 500 canzoni più belle di tutti i tempi secondo Rolling Stone Magazine, alla posizione numero 484.

## Descrizione
La canzone ha visto la partecipazione nella parte vocale di Timbaland, il produttore del pezzo. Il testo del brano ruota intorno al processo di rottura della relazione di Timberlake con la cantante Britney Spears, relazione durata dal 1999 al 2002. Justin Timberlake a proposito ha dichiarato a MTV News: "non mi va di dire nello specifico se una qualche canzone parli di qualcuno. Dico solo che scrivere alcune canzoni del disco mi ha aiutato a superare alcune cose. Per me le canzoni sono canzoni". Nel dicembre 2011, il cantante stesso ha confessato in un'intervista di aver scritto il pezzo dopo un alterco con Britney Spears: "avevo fatto una telefonata che non era stata affatto gradevole. Ero andato in studio e Timbaland potrebbe dirvi di avermi visto visibilmente imbronciato". Timbaland ha dichiarato: "allora io gli avevo detto, 'avanti ragazzo, non buttarti giù', e lui aveva risposto: 'non posso credere che lei mi abbia fatto questo' e poi aveva detto: 'tu sei stata il mio sole, tu sei stata la mia terra'.
La canzone ha fatto vincere a Timberlake il Grammy Award come migliore performance pop maschile del 2004.

## Video musicale
Il videoclip, diretto dal regista Francis Lawrence, è stato trasmesso per la prima volta il 16 dicembre 2002. Il video è stato prodotto dalla casa di produzione DNA e si è avvalso del montaggio di Mario Mares e della fotografia di Jo Willems.
Peter Robinson di NME ha dichiarato che il video mostra "come sembra Justin dopo aver fatto sesso. Indizio: appare in forma". Il video ha vinto nelle categorie miglior video maschile e miglior video pop agli MTV Video Music Awards 2003, totalizzando altre tre nomination nelle categorie video dell'anno, miglior regia e scelta dello spettatore.

## Tracce
US Maxi-CD
1. Cry Me A River (Album Version)
2. Cry Me A River (Instrumental)
3. Cry Me A River (Dirty Vegas Vocal Mix)
4. Cry Me A River (Junior's Vasquez Earth Club Mix)
5. Like I Love You (Basement Jaxx Vocal Mix)
6. Like I Love You (Deep Dish Zigzag Remix)

Pt. 1 [SINGLE]
1. Cry Me a River (Original Version)
2. Cry Me a River (Dirty Vegas Vocal Remix)
3. Cry Me a River (Bill Hamel Vocal Remix)
4. Cry Me a River (Enhanced Video)

Europe Single
1. Cry Me a River (Album Version)
2. Cry Me a River (Dirty Vegas Vocal Mix)
3. Cry Me a River (Bill Hamel Vocal Remix)
4. Like I Love You (Basement Jaxx Vocal Mix)

US Vinyl, 12"
1. Cry Me a River (Dirty Vegas Vocal Mix) – 8:11
2. Cry Me a River (Dirty Vegas Dub) – 7:39
3. Cry Me a River (Johnny Fiasco's Electric Karma Mix) – 7:51
4. Cry Me a River (Bill Hamel Justinough Vocal Mix) – 7:43

## Remix ufficiali
- Album Version - 4:47
- Mash-Up Remix featuring 50 Cent - 5:13
- Official Remix featuring 50 Cent - 4:52

## Classifiche
| Classifica (2002-25)                 | Posizione più alta |
| ------------------------------------ | ------------------ |
| U.S. Billboard Hot 100               | 3                  |
| U.S. Billboard Hot R&B/Hip-Hop Songs | 11                 |
| Australia                            | 2                  |
| Nuova Zelanda                        | 11                 |
| Regno Unito                          | 2                  |
| Irlanda                              | 6                  |
| Canada                               | 22                 |
| Germania                             | 13                 |
| Austria                              | 29                 |
| Lituania                             | 48                 |
| Paesi Bassi                          | 6                  |
| Norvegia                             | 10                 |
| Svizzera                             | 20                 |
| Svezia                               | 10                 |
| Francia                              | 6                  |